# Championnat d'Uruguay de football 1926
Navigation
Édition précédente Édition suivante
| \| Montevideo: · Nacional · Wanderers · Peñarol · Belgrano · Liverpool · Uruguay Onward · Lito · Rampla Juniors · Central Montevideo Universal \| Localisation des clubs engagés dans le championnat. |
| Montevideo: · Nacional · Wanderers · Peñarol · Belgrano · Liverpool · Uruguay Onward · Lito · Rampla Juniors · Central Montevideo Universal                                                           |

La saison 1926 du championnat d'Uruguay de football est une édition transitoire, connue pour le Torneo del Consejo Provisorio, dont les résultats ne sont pas reconnus. Elle fait suite à l'interruption des compétitions en 1925 et à la dissolution du championnat de la FUF.  
La compétition est divisée en deux séries. La série A est remportée par le Club Atlético Peñarol, avec 6 points d’avance sur le Montevideo Wanderers Fútbol Club. Rampla Juniors Fútbol Club complète le podium. La série B est remportée par le CA Bella Vista. 
En fin de saison tous les participants de la série A sauf Uruguay Onward, relégué, sont qualifiés pour l'édition 1927 du championnat. Ils y sont rejoints par Sud América, Defensor, Misiones, Olimpia, Bella Vista, Uruguay Club, Capurro, Cerro, Racing, Solferino et Rosarino Central de la série B. 

## Les clubs de l'édition 1926
| Club                             | Stade | Capacité | Ville            |
| -------------------------------- | ----- | -------- | ---------------- |
| Belgrano Football Club           | -     | -        | Montevideo       |
| Central Español Fútbol Club      | -     | -        | Montevideo       |
| Club Atlético Lito               | -     | -        | Montevideo       |
| Liverpool Fútbol Club            | -     | -        | Montevideo       |
| Montevideo Wanderers Fútbol Club | -     | -        | Montevideo       |
| Club Nacional de Football        | -     | -        | Montevideo       |
| Club Atlético Peñarol            | -     | -        | Montevideo       |
| Rampla Juniors Fútbol Club       | -     | -        | Montevideo       |
| Universal Football Club          | -     | -        | San José de Mayo |
| Uruguay Onward                   | -     | -        | Montevideo       |

## Compétition

### Classement
Le classement est établi sur le barème de points suivant : victoire à 2 points, match nul à 1, défaite à 0.
| Rang | Équipe                      | Pts | J  | G  | N | P  | Bp | Bc | Diff |
| ---- | --------------------------- | --- | -- | -- | - | -- | -- | -- | ---- |
| 1    | Club Atlético Peñarol       | 31  | 18 | 13 | 5 | 0  | 27 | 5  | +22  |
| 2    | Montevideo Wanderers        | 25  | 18 | 11 | 3 | 4  | 35 | 17 | +18  |
| 3    | Rampla Juniors Fútbol Club  | 25  | 18 | 12 | 1 | 5  | 29 | 14 | +15  |
| 4    | Club Nacional de Football T | 24  | 18 | 11 | 2 | 5  | 36 | 16 | +20  |
| 5    | Club Atlético Lito          | 24  | 18 | 10 | 4 | 4  | 42 | 20 | +22  |
| 6    | Central Español Fútbol Club | 18  | 18 | 8  | 2 | 8  | 24 | 25 | -1   |
| 7    | Liverpool Fútbol Club       | 13  | 18 | 5  | 3 | 10 | 16 | 25 | -9   |
| 8    | Belgrano Football Club      | 10  | 18 | 4  | 2 | 12 | 19 | 32 | -13  |
| 9    | Uruguay Onward              | 9   | 18 | 3  | 2 | 13 | 15 | 45 | -30  |
| 10   | Universal Football Club     | 2   | 18 | 1  | 0 | 17 | 10 | 54 | -44  |

| Légende : Qualifications et relégations | Légende : Qualifications et relégations |
| --------------------------------------- | --------------------------------------- |
|                                         | Champion d’Uruguay                      |
|                                         | Relégation en deuxième division         |
|                                         | T : Tenant du titre P : Promus          |

## Bilan de la saison
| Championnat d'Uruguay de football 1926                             | |
| Champion                                                           | Club Atlético Peñarol (6e titre) |
| Promotions et relégations                                          | |
| Promus en Primera División                                         | Institución Atlética Sud América, Defensor Sporting Club, Club Sportivo Miramar Misiones, Olimpia, Club Atlético Bella Vista, Uruguay Athletic Club, Capurro, Cerro, Racing Club de Montevideo, Solferino et Rosarino Central |
| Relégués en Championnat d'Uruguay de football de deuxième division | Uruguay Onward |